# Tomás Elizalde
Tomás María Elizalde (Salta, 18 de noviembre de 2002) es un jugador argentino de rugby especializado en rugby 7 que se desempeña en la Selección masculina de rugby 7 de Argentina (los Pumas 7) y en Tigres Rugby Club de Salta.

## Biografía
Se inició en Tigres Rugby Club de su ciudad natal. Integró la Selección juvenil de rugby de Argentina (los Pumitas). En 2021 fue convocado para integrar la Selección masculina de rugby 7 de Argentina (los Pumas 7).  Hasta febrero de 2025, ganó seis torneos de la Serie Mundial de Rugby 7 en la temporadas 2022/23, 2023/24 y 2024/2025. En la temporada 2023/2024 integró el equipo que fue campeón de la liga y subcampeón del torneo final. Integró el equipo argentino que compitió en rugby 7 en los Juegos Olímpicos de París 2024. Su hermano Benjamín Elizalde también es un destacado jugador de rugby.